# Cukier cynamonowy

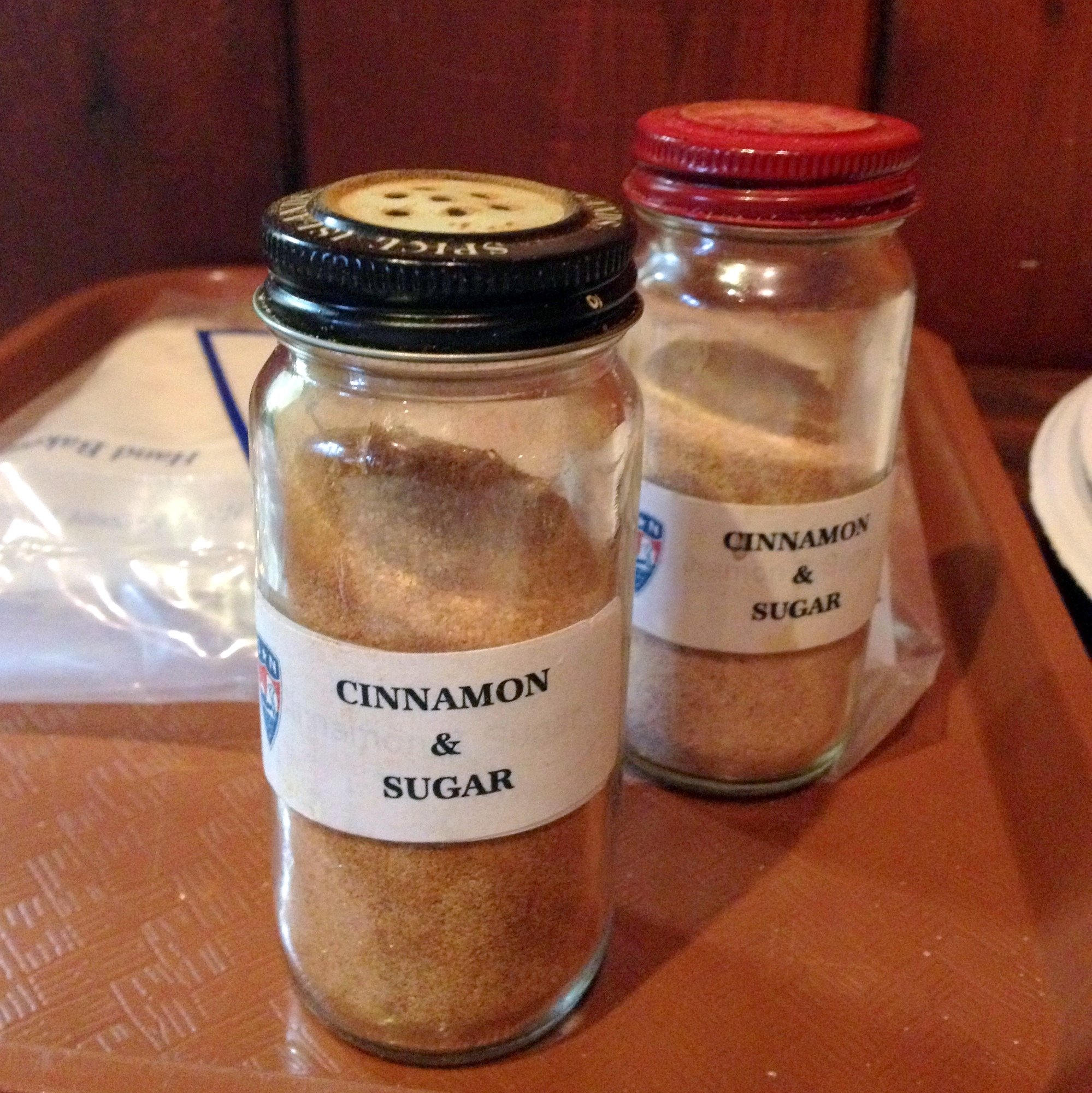
Cukier cynamonowy

Cukier cynamonowy – mieszanka rozdrobnionego cynamonu i cukru, używana jako przyprawa w wyrobach cukierniczych. Ma intensywną brązową barwę.